# Richia socorro
Richia socorro är en fjärilsart som beskrevs av Barnes 1904. Richia socorro ingår i släktet Richia och familjen nattflyn. Inga underarter finns listade.